# Marita Lange
Marita Lange (ur. 22 czerwca 1943 w Halle) – wschodnioniemiecka lekkoatletka, specjalistka pchnięcia kulą, wicemistrzyni olimpijska.
Należała do czołowych kulomiotek świata drugiej połowy lat 60. XX wieku i początku następnej dekady. Swój pierwszy międzynarodowy sukces odniosła podczas mistrzostw Europy w 1966 w Budapeszcie, kiedy zdobyła brązowy medal za Nadieżdą Cziżową z ZSRR i swą rodaczką Margittą Gummel. Na europejskich igrzyskach halowych w 1968 w Madrycie także zdobyła brązowy medal, ponownie za Cziżową i Gummel.
Swój największy sukces sportowy Lange odniosła na igrzyskach olimpijskich w 1968 w Meksyku, gdzie zdobyła srebrny medal za Gummel, a przed Cziżową. Zwyciężyła na europejskich igrzyskach halowych w 1969 w Belgradzie pod nieobecność swych dwóch wielkich rywalek. Za to na mistrzostwach Europy w 1969 w Atenach kolejność była taka sama, jak w 1966: Cziżowa, Gummel, Lange. Na halowych mistrzostwach Europy w 1970 w Wiedniu Lange wywalczyła brązowy medal.
Na mistrzostwach Europy w 1971 w Helsinkach zdobyła srebrny medal za Cziżową, a przed Gummel. Na igrzyskach olimpijskich w 1972 w Monachium zajęła 6. miejsce, a na mistrzostwach Europy w 1974 w Rzymie także była szósta.
Lange była mistrzynią NRD w pchnięciu kulą w 1970 i 1973, wicemistrzynią w 1965, 1966, 1968, 1969, 1971 i 1974, a brązową medalistką w 1967 i 1972. W hali była mistrzynią NRD w 1973, wicemistrzynią w 1966 i 1968, a brązową medalistką w 1970. Reprezentowała klub SC Chemie Halle.
Jej rekord życiowy w pchnięciu kulą na stadionie wynosił 19,40 m, ustanowiony 24 sierpnia 1974 w Berlinie.